# Doliops duodecimpunctatus
Doliops duodecimpunctatus es una especie de escarabajo del género Doliops, familia Cerambycidae. Fue descrita científicamente por Heller en 1923.
Habita en Filipinas. Los machos y las hembras pueden medir 9-15 mm. El período de vuelo de esta especie ocurre en todos los meses del año excepto en enero, octubre y diciembre.